# Municipio de Independence (condado de Beaver)
El municipio de Independence (en inglés: Independence Township) es un municipio ubicado en el condado de Beaver en el estado estadounidense de Pensilvania. En el año 2000 tenía una población de 8.024 habitantes y una densidad poblacional de 163 personas por km².

## Geografía
El municipio de Independence se encuentra ubicado en las coordenadas 40°29′45″N 80°20′24″O / 40.49583, -80.34000.

## Demografía
Según la Oficina del Censo en 2000 los ingresos medios por hogar en la localidad eran de $40,372 y los ingresos medios por familia eran $47,153. Los hombres tenían unos ingresos medios de $34,911 frente a los $27,045 para las mujeres. La renta per cápita para la localidad era de $17,946. Alrededor del 7.7% de la población estaban por debajo del umbral de pobreza.